# Offensive de Kiev
Cet article concerne l'offensive russe de février à avril 2022. Pour les bombardements de la ville elle-même toujours en cours, voir Bombardements de Kiev.
Front Nord de l'invasion de l'Ukraine par la Russie de 2022
Batailles
Offensive de Kiev (Jytomyr, Kiev) : 
- 1re Hostomel
- Tchernobyl
- Ivankiv
- Kiev
- 2e Hostomel
- Vassylkiv
- Boutcha
- Irpin
  - Bombardement de réfugiés
- Jytomyr
- Mochtchoun
- Makariv
- Brovary

Offensive du Nord (Tchernihiv, Soumy) :
- Hloukhiv
- Slavoutytch
- Bombardements
- Soumy
- Trostianets
- Tchernihiv
- Okhtyrka
- Lebedyn
- Konotop
- Romny
- Desna
- Escarmouches frontalières

Russie  (Briansk, Belgorod) :
- Incursions en Russie occidentale
  - Oblast de Briansk
  - Oblasts de Belgorod et de Koursk
    - Incursions de 2024

  - Bombardement de Belgorod
- Oblast de Koursk (août 2024)

Campagne de l'Est (Donetsk, Louhansk, Kharkiv)
Kharkiv :
- 1re Kharkiv
  - Tchouhouïv
  - Bombardements : en février
  - en mars
  - en avril
  - du bâtiment administratif
- Izioum
- 2e Kharkiv
  - Balaklia
  - 1re Koupiansk
  - Chevtchenkove
- 3e Kharkiv

Nord du Donbass:
- Starobilsk
- Sloviansk
  - Dovhenke
  - 1re Lyman
  - Sviatohirsk
  - Bohorodychne et Krasnopillia
  - Bombardements : Bilohorivka
  - Kramatorsk
- Sievierodonetsk
  - Kreminna
  - Donets
  - Roubijné
  - Popasna
  - Tochkivka
  - Massacre
- Lyssytchansk
- 2e Kharkiv
  - Balaklia
  - 1re Koupiansk
  - Chevtchenkove
  - 2e Lyman
- Oblast de Louhansk
  - Ligne Svatove-Kreminna
  - Serebryansky
  - 2e Koupiansk

 Centre du Donbass:
- Horlivka
- Popasna
- Svitlodarsk
- Bakhmout
  - Soledar
- Siversk
- Tchassiv Iar
- Toretsk
- Kourakhove
- Velyka Novossilka
- Novopavlivka

Sud du Donbass :
- Volnovakha
- Marioupol
  - Bombardements : de l'hôpital
  - du théâtre
  - de l'école d'art
- Pisky
- Vouhledar
  - Pavlivka
- Marïnka
- Contre-offensive de 2023
- Avdiïvka
- Novomykhaïlivka
- Pokrovsk
  - Krasnohorivka
  - Toretsk
- Bombardements :
- Makiïvka
- Donetsk

Campagne du Sud (Mykolaïv, Kherson, Zaporijjia)
- 1re Kherson
- Odessa
- Melitopol
- Mykolaïv
  - Bombardements : à fragmentation
  - du bâtiment administratif
- 1re Berdiansk
- Zaporijjia
- Tchornobaïvka
- Enerhodar
- Voznessensk
- Houliaïpole
- Davydiv Brid
- 2e Berdiansk
- Nova Kakhovka
- 2e Kherson
  - Doudtchany
- Dniepr
- Tchoulakivka
- Contre-offensive de 2023
  - Robotyne

Frappes aériennes dans l'Ouest et le Centre de l'Ukraine
- Lviv (02/2022)
- Vinnytsia (03/2022)
- Yavoriv (03/2022)
- Deliatyne (03/2022)
- Dnipro
- Rivne

Guerre navale
- Île des Serpents (02/2022)
- Moskva (04/2022)

Attaques en Crimée
- Novofedorivka (08/2022)
- Djankoï (08/2022)
- Pont de Crimée (10/2022)
- Base navale de Sébastopol (10/2022)
- Pont de Crimée (07/2023)
- Base navale de Sébastopol (09/2023)

Débordement
- Aéroport de Millerovo
- Sabotages en Russie
- Attaques en Transnistrie
- Sabotage des gazoducs Nord Stream
- Terrain d'entraînement militaire de Soloti
- Explosions en Pologne
- Bases aériennes de Dyagilevo et Engels-2
- Base aérienne de Minsk-Matchoulichtchi
- Crise russo-moldave de 2023
  - Accusations de tentative de coup d'État en Moldavie
- Incident de drone de 2023 en mer Noire
- Rébellion du groupe Wagner

Massacres
- Tchernihiv
- Boutcha
- Borodianka
- Olenivka
- Izioum

L'offensive de Kiev est un théâtre d'opérations de l'invasion russe de l'Ukraine pour le contrôle de la capitale de l'Ukraine, Kiev.
Le matin du 24 février 2022, les forces armées russes pénètrent le territoire ukrainien depuis la Biélorussie, suivant deux axes de progression : à l'ouest du Dniepr dans l'oblast de Kiev, et à l'est du Dniepr dans l'oblast de Tchernihiv. Leur objectif initial est de prendre d'assaut la capitale et d'obtenir une victoire rapide dans la bataille de Kiev, permettant à la Russie de renverser les institutions étatiques ukrainiennes, mais elles sont rapidement engagées par les forces armées ukrainiennes.
Après quelques jours de combat, l'offensive se poursuit à un rythme plus lent, associée à une campagne massive de bombardements destinés à rompre la résistance ukrainienne. L'axe ouest progresse jusqu'aux environs de Kiev, avec des combats intenses dans la bataille d'Irpin. L'axe est, quant à lui, est bloqué par la résistance ukrainienne dans la bataille de Tchernihiv. Il peut bénéficier de renforts russes de l'offensive du nord-est de l'Ukraine, qui a réussi à avancer depuis Soumy jusqu'à l'extrémité est de Kiev, mais qui est dans une situation fragile. Les bombardements causent de nombreuses destructions et victimes civiles et provoquent la fuite d'une partie de la population.
À la mi-mars, les positions sont quasiment stabilisées, les deux camps s'affrontant sans progression majeure. Finalement, le vice-ministre russe de la Défense Alexandre Fomine annonce le 29 mars le retrait des forces russes de la région de Kiev. Quatre jours plus tard, la vice-ministre ukrainienne de la Défense, Hanna Maliar, confirme que les forces ukrainiennes ont repris le contrôle de la majeure partie de l'oblast de Kiev.

## Préparatifs
À partir de novembre 2021, la Russie déploie d'importantes forces armées près de la frontière avec l'Ukraine ainsi qu'en Biélorussie, en mer Noire et en Crimée, ce qui nourrit la crise diplomatique russo-ukrainienne de 2021-2022. L'Ukraine s'inquiète des mouvements de troupes russes à proximité de la région en conflit du Donbass et de l'oblast de Kiev, tandis que Moscou nie à plusieurs reprises avoir l'intention d'envahir l'Ukraine.
Fin 2021, des prises de vue satellite montrent un déploiement important de troupes russes dans la ville de Ielnia, dans l'oblast de Smolensk. Selon les observateurs occidentaux, la ville accueille depuis peu « un renfort d’au moins 500 véhicules blindés, un régiment de tanks, des lanceurs de missiles balistiques et des troupes de soutien logistique et de communication ». Ces capacités militaires peuvent servir plusieurs objectifs : envahir l'Ukraine, située plus au sud, mais aussi défendre la capitale Moscou ou se diriger vers la Biélorussie, située à l'ouest.
Le 29 janvier 2022, le ministère russe de la Défense annonce que la Russie finalise le transport d'un arsenal militaire en Biélorussie, pour un exercice conjoint prévu mi-février, dont des missiles antiaériens et des avions de combat.
Début février, des images satellite prises par l'entreprise américaine Maxar Technologies montrent un déploiement massif de troupes russes en Biélorussie, sur trois sites le long de la frontière entre la Biélorussie et l'Ukraine, près des villes de Yelsk, Retchytsa et Louninets.
Le 10 février 2022, les Forces armées de Russie et les Forces armées biélorusses commencent l'exercice militaire conjoint près de la frontière ukrainienne, pour une durée de dix jours. Ces exercices militaires, appelés Zapad, sont généralement espacés de quatre ans et préétablis. Le dernier ayant eu lieu en septembre 2021, il y a lieu d'inquiéter les autorités ukrainiennes tout comme américaines,.
L'exercice mobilise environ 30 000 soldats russes ainsi que l'essentiel des forces armées biélorusses. L'Ukraine y voit une menace supplémentaire à son encontre, tandis que d'autres manœuvres russes ont lieu dans la mer Noire, et annonce riposter par des exercices de sa propre armée.
Des nouvelles images prises par l'entreprise américaine Maxar Technologies montrent l'augmentation de la présence militaire russe en Biélorussie : un hôpital de campagne a été établi à Assipovitchy ; un pont est érigé sur la rivière Pripiat à quelques kilomètres en amont de son entrée dans l'Ukraine ; des unités d'artillerie sont positionnées dans le camp d'entraînement de Brest (Biélorussie) et des unités aériennes sur la base aérienne de Pribytki (ou Zyabrovka). Ces forces correspondent à l'exercice en cours avec l'armée biélorusse, mais les services de renseignement des États-Unis craignent qu'il puisse aussi s'agir de préparatifs à une invasion de l'Ukraine.
Le 20 février, le ministère de la défense biélorusse annonce que les exercices conjoints vont se poursuivre pour une durée indéterminée, en raison de l'aggravation de la crise ukrainienne. Contrairement à ce qui avait été annoncé, les forces armées russes ne quitteront donc pas la Biélorussie.
Le 22 février, la Russie continue à déployer son armée en Biélorussie près de la frontière ukrainienne. Un nouveau camp abritant plus d'une centaine de véhicules militaires est créé à proximité de Homiel ; une trentaine d'hélicoptères de combat Ka-52 et des hélicoptères Mil Mi-8 sont également déployés. Des véhicules appartenant à la 64e brigade de fusiliers motorisés sont repérés à Mazyr, à l'ouest de Homiel.

## Ordre de bataille

### Ukraine
Forces armées ukrainiennes :
- Armée de terre ukrainienne
  -  Brigade présidentielle[46]
  -  10e brigade d'assaut de montagne[47],[48]
  -  14e brigade mécanisée[49] (jusqu'à la mi-mars)
  -  16e brigade d'aviation de l'armée[50]
  -  39e régiment de missiles anti-aérien (uk)[51]
  -  43e brigade d'artillerie
  -  44e brigade d'artillerie[52]
  -  72e brigade mécanisée[53]
  -  128e brigade d'assaut de montagne [54]
    - Bataillon d'artillerie Cerberus (une partie)[54]

  -  214e bataillon OPFOR
- Troupes du génie
  -  70e régiment de soutien (uk)
- Forces d'assaut aérien ukrainiennes
  -  80e brigade d'assaut aérien [55]
    - 2e bataillon d'assaut aérien[56]

  -  95e brigade d'assaut aérien[49]
    - 2e groupe tactique de bataillon[57][58]
    - 3e groupe tactique de bataillon[57]

- Force de défense territoriale
  -  112e brigade de défense territoriale (Kiev)[59]
  -  114e brigade de défense territoriale (Oblast de Kiev)[60]
  -  241e brigade de défense territoriale[61]
  -  Légion internationale
    -  1er bataillon de la légion internationale
    -  Bataillon Djokhar Doudaïev[62]
    -  Régiment Kastous-Kalinowski[63]
    -  Légion géorgienne[64]
    -  Brigade ukraino-canadienne (en)

  -  Bataillon de défense territoriale « SSO AZOV-Kiev »[65]
- 101e brigade de protection de l'état-major général[66]
- Forces d'opérations spéciales
  -  3e régiment des forces spéciales[67]
  -  8e régiment des forces spéciales[68]
  -  140e centre d'opérations spéciales[69],[70]
  -  142e centre de formation (uk)[71]
- Force aérienne ukrainienne
  -  7e brigade d'aviation tactique
  -  40e brigade d'aviation tactique[67]
  -  96e brigade de missiles antiaériens
  -  831e brigade d'aviation tactique
- Armée des volontaires ukrainiens
  - 1er bataillon
  -  3e bataillon « Volyn » (uk)[72]
  -  5e bataillon (uk)

 Ministère de l'Intérieur :
- Garde nationale de l'Ukraine
  -  1re brigade présidentielle d'affectation opérationnelle[69]
  -  4e brigade de réaction rapide[67] (moins de 200 hommes)
    - Peleton de défense anti-aérien
    - Compagnie de logistique

  -  25e brigade de protection de l'ordre public[69]
  -  27e brigade de la garde nationale[69]
  -  Unité spéciale Oméga[69]
  -  1er bataillon de protection des installations importantes[69]
- Police nationale
  -  Patrouille de police spéciale
    -  Régiment de police « Kiev »[73]
    -  Régiment de police spécial Myrotvorets

  -  Police de Kiev
  -  KORD[74]
- Service national des gardes-frontières d'Ukraine
  -  Détachement frontalier mobile "Dozor" [56]
  -  Checkpoint Kiev

 Service de sécurité (SBU) :
- Groupe Alpha [75]

 Direction Général du renseignement (GUR) :
- 10e unité spéciale [76]
- Bataillon Cheikh Mansour[62]

 Corps des volontaires ukrainiens
- 2e Sotnya
- 11e Sotnya
- 13e Sotnya
- 21e Sotnya[77]

Volontaires civils irréguliers (milices)
- Bataillon de l'OUN
- Bataillon des Carpates Sich

### Russie
Forces aériennes russes
- 11e armée de l'air
  - 303e division d'aviation mixte
    - 18e régiment d'aviation d'assaut de la Garde[79]
    - 277e régiment d'aviation de bombardiers de la Garde[80]

  - 112e régiment d'hélicoptères[81]
  - 266e régiment d'aviation d'assaut[82]
  - 319e régiment d'hélicoptères[83]
  - 18e brigade d'aviation de l'armée[84]

#### Nord-ouest de Kiev
Forces armées russes :
- Forces terrestres russes
  -  29e armée combinée[85]
    -  36e brigade de fusiliers motorisés de la Garde[86]

  -  35e armée combinée
    -  38e brigade de fusiliers motorisés de la Garde[87]
    -  64e brigade de fusiliers motorisés de la Garde[88]
    -  69e brigade de couverture[89]
    - 165e brigade d'artillerie de la Garde[90]
    - 71e brigade de missiles antiaériens de la Garde

  -  36e armée combinée
    -  5e brigade de chars de la Garde[91]
    -  37e brigade de fusiliers motorisés de la Garde[92]
    -  30e brigade d'artillerie[93]
    - 103e brigade de missiles[94]
- Forces aéroportées russes
  - 76e division d'assaut aérien de la Garde[95]
    - 104e régiment d'assaut aérien de la Garde[96]
    -  234e régiment d'assaut aérien de la Garde[97]
    -  237e régiment d'assaut aérien de la Garde[98],[99]

  -  98e division aéroportée de la Garde[100]
    -  331e régiment aéroporté de la Garde[101],[102]
    -  217e régiment aéroporté de la Garde

  -  106e division aéroportée de la Garde
    -  51e régiment aéroporté de la Garde[103]
    -  137e régiment aéroporté de la Garde[104],[105]

  -  31e brigade d'assaut aérien de la Garde[106]
  -  45e brigade Spetsnaz de la Garde[107]

- Marine russe
  - Flotte du Pacifique
    -  155e brigade d'infanterie navale de la Garde[108]
- Forces d'opérations spéciales

 Garde nationale
- 656e régiment opérationnel[109]
- 21e brigade opérationnelle
- 34e brigade opérationnelle [110]
- 46e brigade opérationnelle
  -  141e régiment motorisé spécial[111]
  -  249e bataillon motorisé spécial "sud"[112]
- ODON
  -  604e centre des forces spéciales « Vityaz »[113],[114]
  - 25e détachement des forces spéciales "Mercure"[115]

- SOBR[116]
  -  19e détachement spécial "Yermark"[117]
  -  27e détachement spécial "Kuzbass" [116],[118]
  -  33e détachement spécial "Peresvit" (ru)[119]
- OMON[116]
  - OMON "Akhmat-Grozny"[120]
  - OMON "Arsenal"[121]
  - OMON "Kemerovo"[116]
  - OMON de Touva[122]
  - OMON de Novokouznetsk "Rubizh"[123]

 Service fédéral de sécurité (FSB)
- Spetsnaz Direction "A"[69]

#### Nord-est de Kiev
District militaire central
- Forces terrestres russes
  -  2e armée de chars de la Garde (depuis l'oblast de Soumy)
    -  15e brigade de fusiliers motorisés de la Garde
    -  21e brigade de fusiliers motorisés de la Garde
    - 30e brigade de fusiliers motorisés

  -  41e armée combinée (depuis l'oblast de Tchernihiv)
    -  90e division de chars de la Garde
      - 6e régiment de chars de la Garde
      - 239e régiment de chars de la Garde

## Déroulement

### Tentative de guerre éclair

#### 24 février

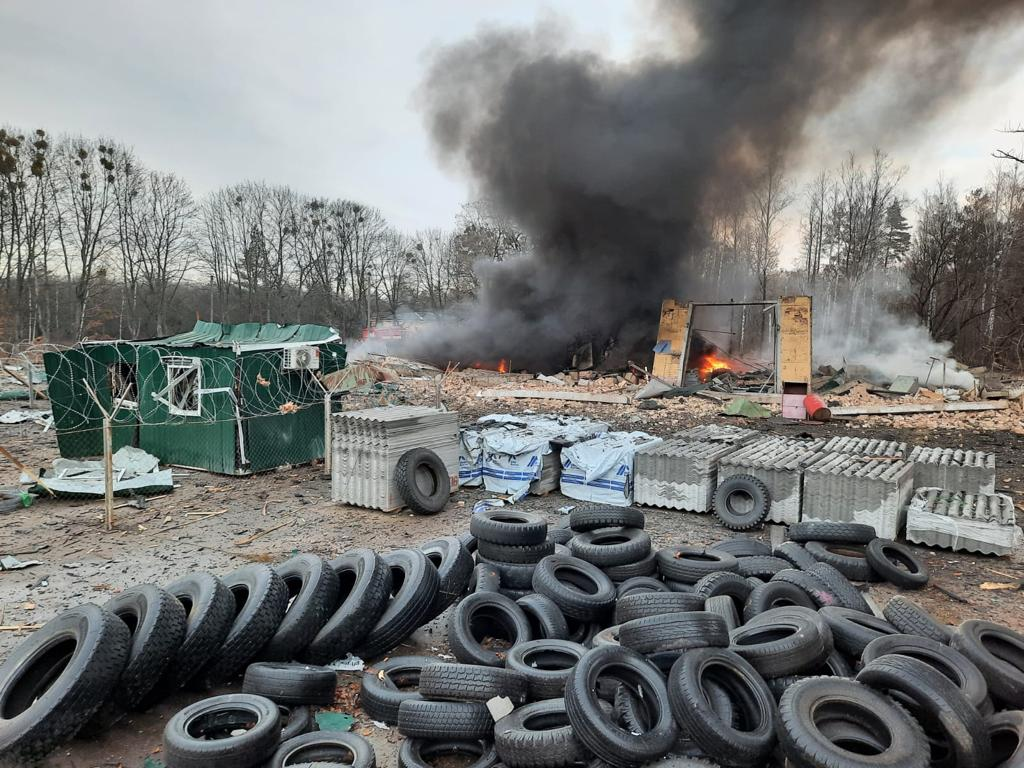
Poste de garde-frontière ukrainien; bombardé par des missiles russes le 24 2 2022-; région de Kiev, près de la frontière avec la Biélorussie.

Le matin du 24 février 2022, immédiatement après la diffusion de l'allocution du président Vladimir Poutine annonçant l'invasion sous le nom d'« opération militaire spéciale », l'artillerie et les missiles russes frappent des cibles dans l'oblast de Kiev, notamment le principal aéroport de Kiev, l'aéroport international de Boryspil,,.
Vers 7 heures du matin (heure locale) les forces russes composées pénètrent en Ukraine en plusieurs points pour s'emparer de la capitale : 
- au nord-ouest : les 35e armée combinée, 36e armée combinée, des unités de troupes aéroportées VDV et de la garde Rosgvardia traversent la frontière ukrainienne depuis la Biélorussie, par le poste-frontière de Vilcha et la P56 représente la menace la plus proche. Ils doivent rejoindre la tête de pont réalisée à l'aide d'un assaut aérien sur l'aéroport de Hostomel.
- au nord-est : la 41e armée combinée et la 90e division de chars entrent dans l'oblast de Tchernihiv par les postes-frontières de Senkivka et Novi Yarylovichi, avec pour objectif de capturer Tchernihiv et entrer dans Kiev par le nord-est. 
- à l'est : la 2e armée combinée pénètre dans l'oblast de Soumy à partir des postes-frontières de Bachivsk et Katerynivka en direction de Konotop et Romny.
L'axe nord-ouest est mené par la 5e brigade de chars, les unités des VDV, OMON, SOBR et la 155e brigade d'infanterie navale. Ils pénètrent dans la partie ukrainienne de la zone d'exclusion de Tchernobyl et parviennent en quelques heures à capturer la centrale nucléaire du même nom (située près de la frontière) seulement défendue par le 1er bataillon de protection des installations importantes qui se sont fait capturer. Sur l'axe nord-est, les forces russes rencontrent une résistance acharnée de la 1re brigade de chars devant Tchernihiv et sont ralentis.

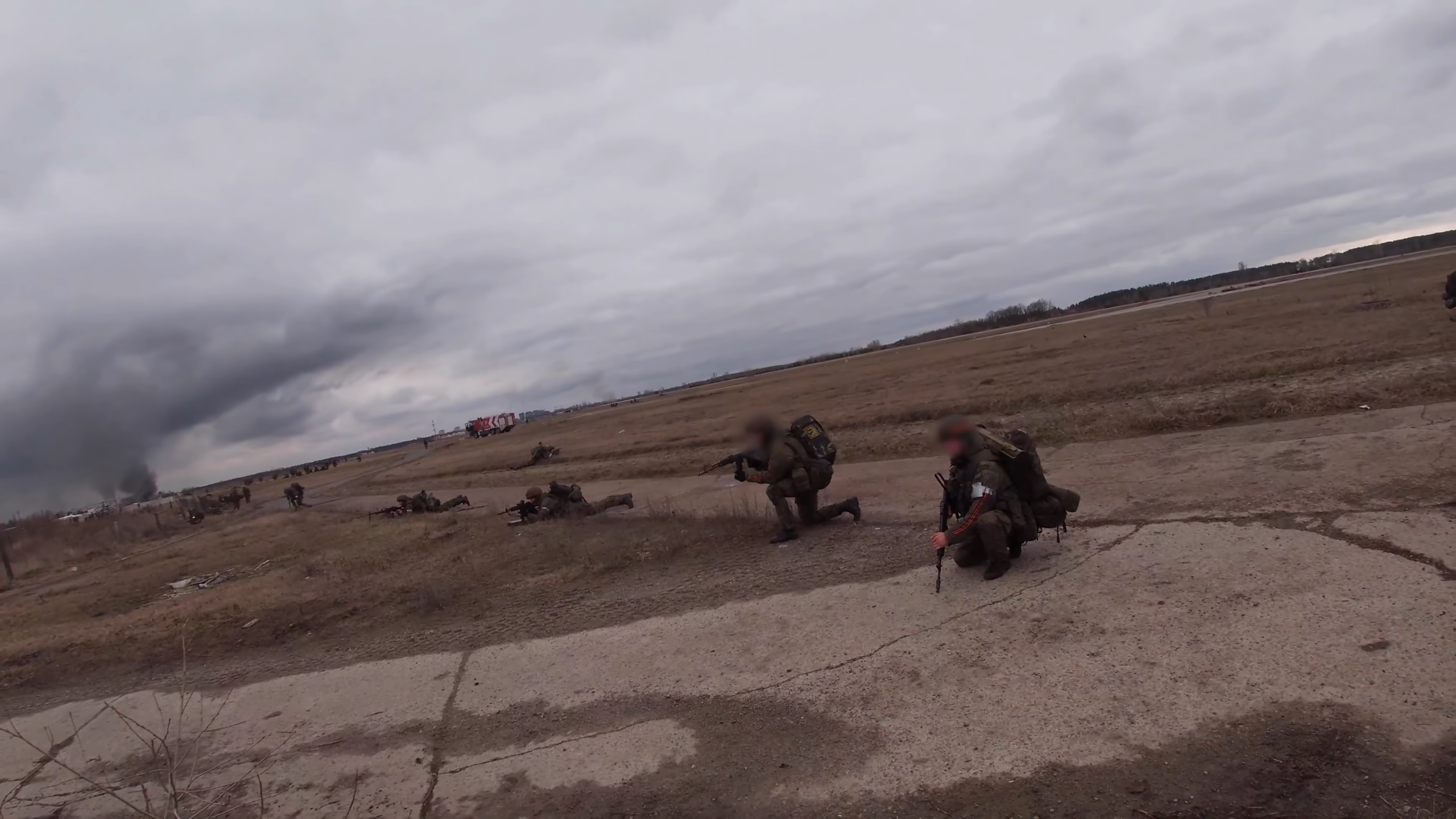
Parachutistes russes lors de la bataille de l'aéroport de Hostomel, le 24 2 2022-.

Plus tard dans la journée, des troupes de la 31e brigade d'assaut aéroportée et de la 45e brigade Spetsnaz de la Garde atteignent en hélicoptères l'aéroport de Hostomel situé à proximité immédiate de la capitale. Dans cet aéroport sont stationnés entre 200 et 300 conscrits de la 4e brigade de réaction rapide de la Garde nationale de l'Ukraine, le reste de la brigade étant déployé dans le Donbass. L'objectif des Russes est non seulement d'y établir une tête de pont pour les colonnes parties de Biélorussie, mais aussi d'y débarquer hommes et matériels par avions afin de gagner Kiev. Des combats suivent l'atterrissage des parachutistes russes, qui, cependant, parviennent à en prendre le contrôle. Volodymyr Zelensky, déclare, dans une allocution, qu'il a ordonné à l'armée ukrainienne de reprendre l'aéroport. Dans la journée, les responsables ukrainiens pensent l'avoir repris. Cependant, la situation est confuse et le contrôle de l'aéroport reste disputé. Dans la soirée, diverses unités ukrainiennes contre-attaquent aux abords de l'aéroport. Si elles ne parviennent toujours pas à le reprendre, elles maintiennent néanmoins une pression suffisante pour empêcher les avions russes d'atterrir et pilonnent les pistes à l'artillerie. Par ailleurs les forces russes tentent également de débarquer dans et autour du réservoir de Kiev. Au soir du 24, les parachutistes russes sont isolés et n'ont toujours pas été rejoints par les colonnes blindées.
Dans la nuit du 24 février, le président de l'Ukraine, Volodymyr Zelensky, annonce que des « groupes subversifs » s'approchent de Kiev,. Cette nuit-là, le secrétaire américain à la Défense, Lloyd Austin, déclare, lors d'une conversation avec des membres du Congrès, que certaines unités d'infanterie mécanisée russes avaient avancé jusqu'à moins de 32 km de la capitale ukrainienne.
Cette journée de combats est également marquée par les rumeurs entourant les exploits d'un pilote ukrainien anonyme qui aurait abattu six avions russes, et ceci en quelques heures. Surnommé le fantôme de Kiev, celui qui est considéré comme un as de l'aviation serait vraisemblablement une légende urbaine née des réseaux sociaux et reprise par Oleksiy Reznikov, ministre de la Défense, puis par Petro Porochenko, ancien président de l'Ukraine. Si son existence n'est pas avérée, son impact semble néanmoins être important sur les Ukrainiens, le pilote devenant symbole de résistance nationale,,.

#### 25 février
Le matin du 25 février, l'armée de l'air russe poursuit son bombardement de la capitale, touchant le centre de Kiev. Par la suite, un avion de chasse ukrainien (un Su-27) est abattu  et s'écrase sur un complexe résidentiel kiévien  de neuf étages, mettant le feu au bâtiment,.
À 6 h 47 (GMT+2), une unité (ukrainienne) du 2e bataillon de la 80e brigade d'assaut aérien fait exploser un pont traversant le cours d'eau Teteriv (près d'Ivankiv) stoppant ainsi la progression d'une colonne de chars russes venant de Tchernobyl,. Les ukrainiens engagent la 5e brigade de chars de la Garde et parviennent à détruire plusieurs chars et blindés,. L'état-major général des forces armées ukrainiennes déclare plus tard que des soldats (ukrainiens) d'assaut aéroportés avaient engagé les Russes dans une escarmouche à Ivankiv et Dymer,. Alors que les combats se poursuivent autour des deux villes, une partie des colonnes composées de la 155e brigade, du 141e régiment motorisé et de la 31e brigade d'assaut aéroporté poursuivent leur avancée au sud d'Ivankiv le long des T1019-T1011 et P02-T1002, capturant Fenevychi, Borodyanka, atteignent l'aéroport d'Hostomel et peuvent enfin le securiser vers 8 h 00. Cependant, une dizaine de véhicules avec 80 hommes de l’OMON de Kemerovo et du 27e détachement SOBR ratent la sortie de l'aérorport et continuent en direction d'Irpin. En traversant le pont qui mène à la ville, ils tombent dans une embuscade et sont massacrés. Le même jour, un Su-27 ukrainien est abattu au-dessus de la capitale. Plus à l'est, les forces russes atteigent Konotop et poursuivent leur route vers Kiev.

#### 26 février
Au milieu de la matinée du 26 février, des saboteurs russes déguisés en soldats ukrainiens entrent dans le district d'Obolon,, une zone dans la partie nord de Kiev et à environ 10 km de la Verkhovna Rada. Tout au long de cette journée dans la bataille de Kiev, des coups de feu sont entendus dans plusieurs quartiers de la ville ; les responsables ukrainiens décrivent les coups de feu comme résultant d'affrontements avec les troupes russes. En réalité la majorité sont issues de friendly fire résultant de la confusion qui règne les premiers jours,. 
Certaines unités russes réussissent à percer la défense ukrainienne à Ivankiv, bien que la bataille se soit poursuivie tout au long de cette journée du 26 février. Selon le ministère russe de la Défense, les forces russes seraient parvenu à avancer et à capturer l'aéroport de Hostomel après un assaut aéroporté. Cette information a été très fortement contestée et aucune preuve ne vient étayer l'existence d'un second assaut. En réalité, l'aéroport est capturé par des colonnes de blindés, arrivées plus tard et en provenance de Biélorussie. Cependant, l'aéroport est endommagé et inutilisable.
Zelensky exhorte les citoyens à riposter avec des cocktails Molotov,. Les forces de défense territoriale de réserve sont activées pour défendre la capitale. 18 000 armes sont également distribuées aux habitants de Kiev prêts au combat.

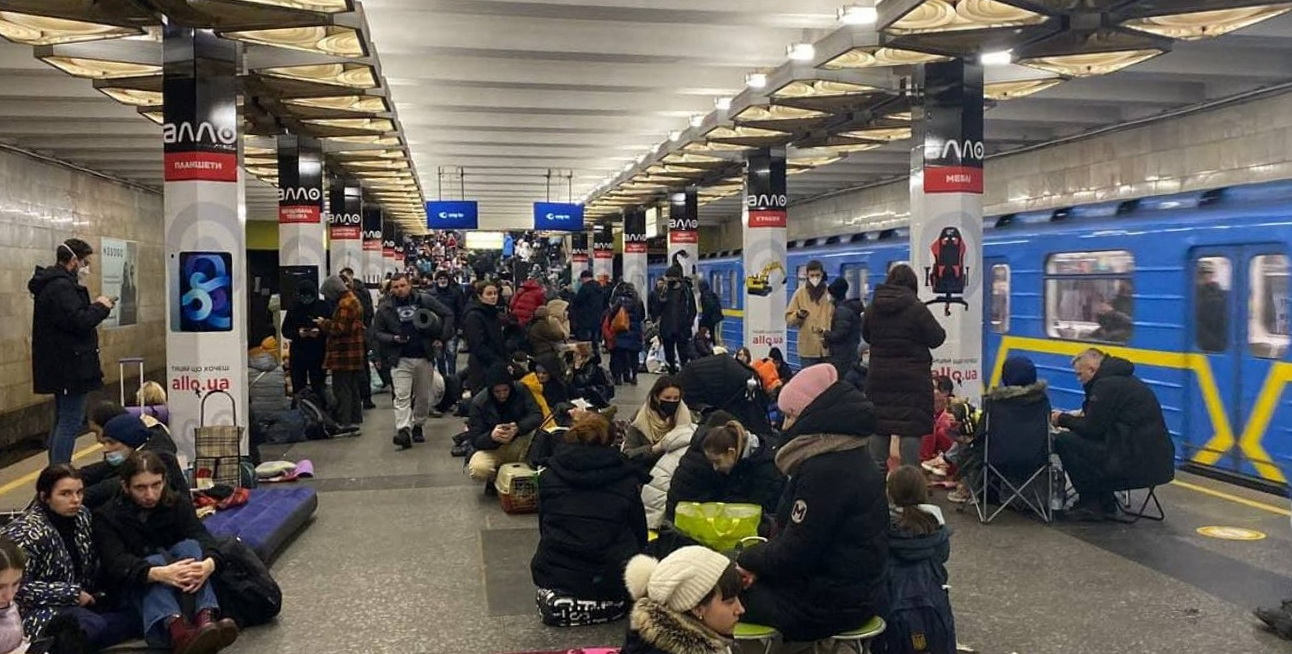
La station Obolon du métro de Kiev convertie en refuge pour les habitants fuyant les bombardements.

Au petit matin du 26 février, malgré l'action antiaérienne ukrainienne, des éléments des forces parachutistes russes parviennent à atterrir au sud de Kiev, autour de Vassylkiv, et prennent contact avec des troupes des forces de la garde nationale. De violents combats ont lieu pour le contrôle de la ville.
Les forces russes commencent officiellement leur attaque sur Kiev plus tard dans la matinée, bombardant la ville avec de l'artillerie et tentant d'y capturer une centrale électrique et une base militaire; des combats sont toujours en cours pour prendre le contrôle des deux objectifs. Les défenses aériennes ukrainiennes auraient également intercepté un missile visant l'usine. Interfax annonce que si le barrage de l'usine venait à céder, les inondations pourraient détruire « toute la rive gauche de Kiev ».

### Pause opérationnelle et changement de tactique
Dans les premiers jours de l'offensive, les forces armées russes ont réussi à pénétrer le territoire ukrainien et à s'approcher de Kiev par l'ouest et par l'est, mais elles n'ont pas atteint leur objectif d'une victoire rapide et totale qui aurait conduit à la prise de Kiev et au renversement des institutions ukrainiennes. Elles changent alors de tactique. L'organisation générale de l'invasion reste généralement inchangée : l'offensive de Kiev est l'objectif principal, tandis que trois autres offensives visent l'est et le sud du territoire ukrainien. En revanche, la percée rapide laisse place à des avancées plus lentes et méthodiques. Cette nouvelle tactique se caractérise par une progression plus lente, un recours important au bombardement des infrastructures civiles, et des combats urbains plus localisés. L'offensive de Kiev reste divisée en deux axes séparés par le Dniepr : l'axe ouest, dans l'oblast de Kiev, et l'axe est, dans l'oblast de Tchernihiv. Au nord-ouest de Kiev, les ukrainiens établissent une ligne de défense le long de la rivière Irpine autour de la ville homonyme, Hostomel, Horenka et Moshchun. Cette défense est principalement constituée par la 72e brigade mécanisée, seule grande brigade mécanisée complète dans les environs, appuyée par diverses unités de la Garde nationale, de la force de défense territoriale et des forces spéciales. Au sud-ouest de la capitale, en direction de l'oblast de Jytomyr ce sont les 14e brigade mécanisée et un bataillon de la 95e brigade d'assaut aérien qui retiennent les russes a proximité de Makariv tandis que la 10e brigade d'assaut de montagne est positionnée au nord-ouest de l'oblast. A l'est de Kiev, des unités éparpillés des 72e brigade mécanisée, 58e brigade motorisée, de la Garde Nationale, du corps des volontaires ukrainiens, de l'armée des volontaires ukrainiens protège la ville autour de Brovary et dans l'oblast de Tchernihiv.
L'armée russe marque une pause opérationnelle après le 26 février afin de se mettre en ordre de bataille pour assurer l'enveloppement de Kiev.
Au petit matin du 27 février, un missile russe frappe un dépôt pétrolier à Vassylkiv, mettant le feu à l'installation,. Un site de stockage de déchets radioactifs près de Kiev est également visé par des frappes aériennes, mais le site de stockage lui-même échappe à l'impact. Parallèlement, des combats ont lieu à Kalynivka ; cependant, difficile de dire si cela fait référence à la banlieue de Kyivan ou à la banlieue de Vasylkivan, les deux partageant le même nom.

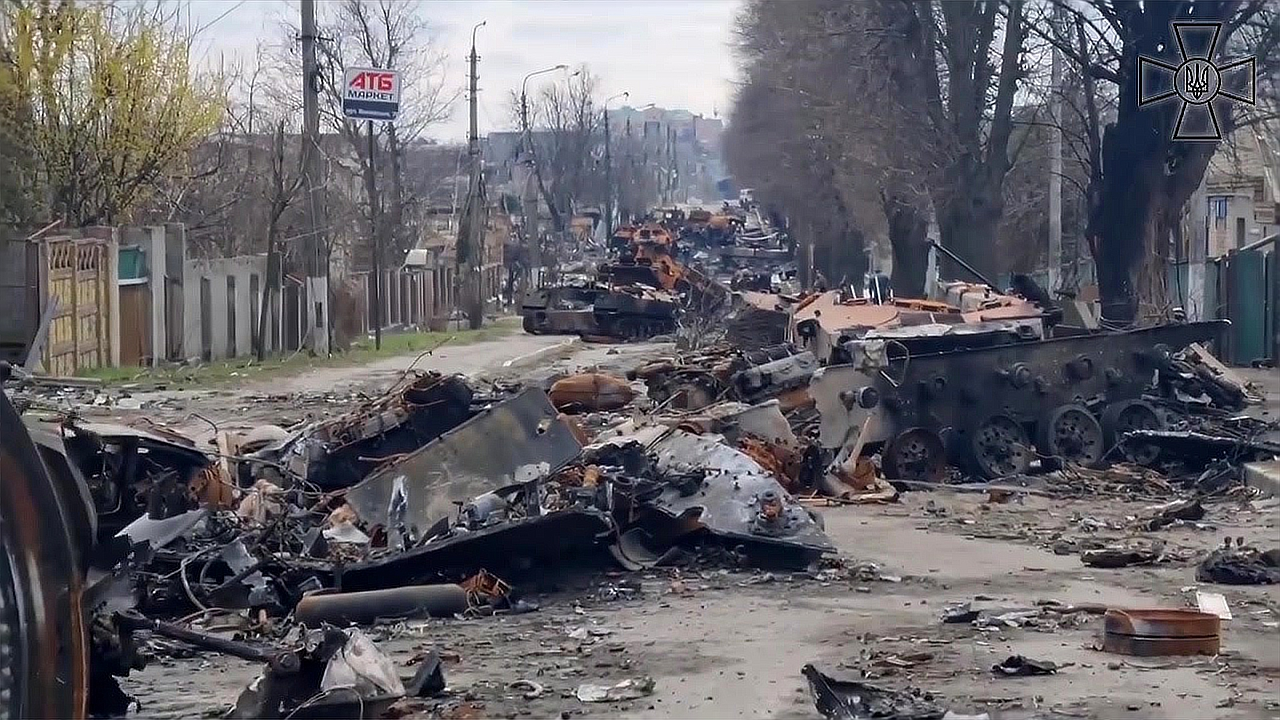
Véhicules militaires russes détruits sur une route de la ville de Boutcha, près de la capitale Kiev.

Dans la matinée du 27 février, une frappe aérienne russe atteint un immeuble d'habitation dans la petite ville de Boutcha, située juste au sud de Hostomel. Des combats sont également signalés à Boutcha et les forces ukrainiennes détruisent un pont dans la ville pour ralentir l'avancée des forces russes.
L'infiltration de soldats russes, vraisemblablement du SSO ou d'autres services des forces spéciales, continue, ce qui oblige les autorités de Kiev à maintenir le couvre-feu afin de repérer plus facilement les actions ennemies.
Dans la journée, un grand convoi russe est repéré sur des images satellites se dirigeant vers Ivankiv. Les forces russes ayant contourné Tchernihiv le 24 février font leur approche de Kiev par le nord-est. Le maire de Kiev Vitali Klitschko annonce que la capitale est complètement encerclée par l'ennemi, puis revient sur ses déclarations peu de temps après.
Le 28 février, le musée d'histoire locale d'Ivankiv est détruit pendant les combats dans la ville, détruisant de nombreuses œuvres de Maria Primatchenko. Vadim Denysenko, conseiller du ministre de l'Intérieur ukrainien, déclare au matin qu'une colonne de matériel militaire russe avait été détruite à Makariv pendant la nuit.
La colonne russe, repérée et révélée la veille par Maxar Technologies, est répartie sur une soixantaine de kilomètres de long en direction de Kiev. La colonne regroupe différents types de véhicules : blindés, véhicules logistiques, artilleries mobiles ou tractées.
Le 1er mars, des missiles russes visent la tour de télévision de Kiev, coupant les émissions de télévision dans la ville et tuant cinq personnes. Des dégâts sont signalés dans les quartiers de Rusanivka et Kurenivka à Kiev, ainsi que dans les banlieues de Boïarka et Vychneve,. De violents combats éclatent également dans la ville de Borodianka.
La Russie achève la réorganisation de ses troupes sur l'offensive de Kiev, qui lui permet de se préparer à relancer son offensive. L'offensive de Kiev demeure l'objectif primordial de l'invasion de l'Ukraine, tandis que les trois autres offensives se poursuivent à l'est et au sud. Son objectif n'est plus de marcher directement sur Kiev, mais d'abord de parvenir à envelopper complètement puis à encercler la capitale, avant d'envisager un assaut direct.

### Efforts d'enveloppement de Kiev

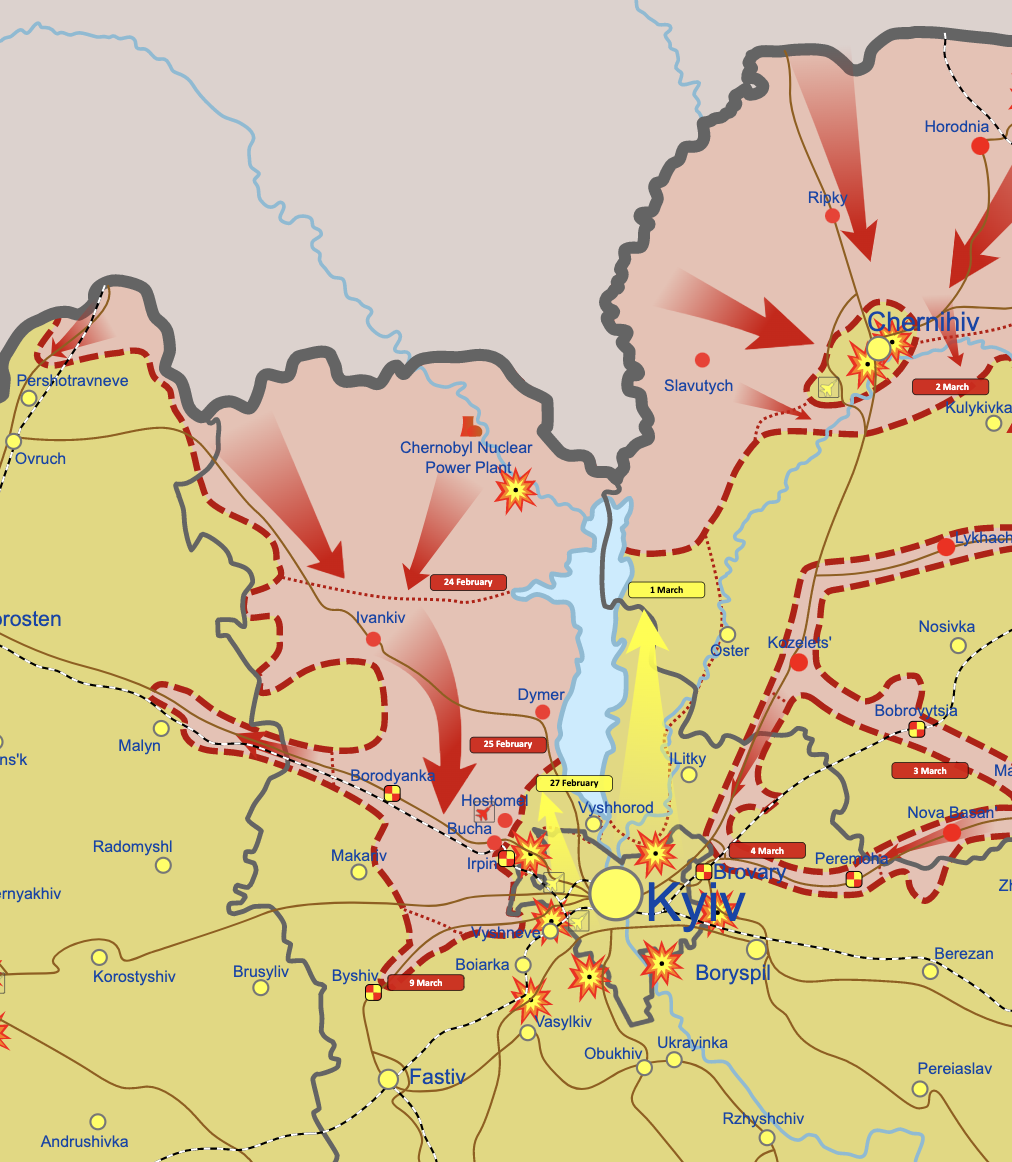
Carte de l’offensive de Kiev en mars 2022.

Le 2 mars 2022, l'armée russe relance l'offensive de Kiev dans un mouvement consistant à envelopper la ville depuis les deux axes de progression : l'axe principal au nord-ouest, et l'axe secondaire au nord-est.
La ville d'Irpin aurait subi de lourds dégâts après avoir été touchée par un missile. Valeri Zaloujny, commandant en chef des forces armées ukrainiennes, déclare la reprise de Makariv par les troupes ukrainiennes.
La journée du 2 mars voit les forces russes immobilisées dans l'oblast de Kiev, selon le gouvernement des États-Unis. Les bombardements de la ville de Kiev se sont intensifiés, mais les troupes terrestres n'ont pas progressé. Tchernihiv est assiégée et bombardée, mais aucun assaut n'a été lancé.
Les forces ukrainiennes lancent une contre-attaque à Hostomel le 4 mars, affirmant avoir repris la ville après avoir tué 50 membres de la 31e brigade d'assaut aérien de la Garde,. Une colonne d'infanterie mécanisée russe avançant sur la ville a également été détruite.
Selon le bureau du procureur régional de Kiev, deux civils ont été tués et quatre blessés pendant des bombardements russes dans le village de Vorzel, dans le raïon de Boutcha. Dans le village de Markhalivka, six civils ont été tués dans une frappe aérienne russe selon la police locale.
Selon Oleksiy Arestovych, un conseiller du bureau du président ukrainien, les troupes russes ont capturé Boutcha et Hostomel le 5 mars, et interdisent aux civils d'évacuer malgré les conséquences des affrontements. À Irpin, les bombardements russes ont visé un point de contrôle d'évacuation. Huit civils ont été tués selon le maire de la ville, Oleksandr Markushin. Entre-temps, un communiqué du ministère ukrainien de l'Intérieur annonce la mort de cinq personnes à la suite de tirs visant un poste de contrôle ukrainien dans le village de Yasnohorodka. Selon le ministère ukrainien des Affaires étrangères, le maire de Boutcha Anatoliy Fedoruk (en) a également été blessé dans cette attaque,.
Le conseil municipal de Hostomel annonce le 7 mars que le maire de la ville, Yuri Prilipko, a été tué par les forces russes alors qu'il distribuait de la nourriture et des médicaments aux civils. Le maire d'Irpin Olkesandr Markushin a quant à lui été capturé. À Makariv, au moins 13 civils ont été tués par une frappe aérienne visant une usine de pain selon les services d'urgence locaux.
Selon un haut responsable du département américain de la Défense, l'armée russe déployée à l'ouest de Kiev a avancé au 9 mars d'environ 5 kilomètres vers le centre de la capitale. La colonne venant de l'est se trouve quant à elle à 40 kilomètres de Kiev.
Vadym Denysenko, conseiller du ministre ukrainien de l'Intérieur, annonce que les forces ukrainiennes ont lancé une contre-attaque près de Kiev pendant la nuit, amenant à la destruction de cinq chars russes.
Le 10 mars, les forces ukrainiennes, impliquant le bataillon Azov et la 72e brigade mécanisée, tendent une embuscade aux 6e et 239e régiments de la 90e division blindée de la Garde dans le district de Brovary près de Kiev, infligeant de lourdes pertes aux Russes. Le commandant du 6e régiment, le colonel A. Zakharov, est tué dans la bataille. Les forces russes sont forcées de battre en retraite.
Deux civils ont été tués dans leur voiture à Makariv, touchée par un obus selon la police de Kiev.
Le ralentissement de l'offensive, qui semblait annoncer la préparation d'un assaut imminent, ne donne pas lieu à une relance massive des opérations autour du 10 mars. À l'inverse, la progression de l'armée russe est ralentie et les lignes de front se stabilisent au nord-ouest, à l'ouest et au nord-est de Kiev. Selon les autorités ukrainiennes et les observateurs étrangers, cette situation s'expliquerait par les faiblesses des forces russes, qui souffrent de difficultés logistiques et d'un faible moral des troupes, et par les capacités de résistance non anticipées de l'armée ukrainienne.

### Stabilisation des lignes de front
Environ deux semaines après le début de l'offensive, les forces russes cessent de progresser autour de Kiev. Seuls des assauts localisés et de faible portés sont conduits, tandis que l'armée ukrainienne parvient à mettre en place des contre-attaques des positions russes. Les troupes russes sont positionnées en plusieurs points à proximité de Kiev, qui n'est pas encerclée, et sans constituer une ligne de front homogène. Dans le reste du pays, les autres offensives sont elles aussi fortement ralenties, les zones de combats les plus importantes étant situées à l'est et au sud, avec une concentration majeure sur la bataille de Marioupol.
Le 11 mars, certains éléments du convoi russe de Kiev sont détachés et déployés en positions de tir. Alors que le gros du convoi stationne sur la route principale, certaines forces, dont l'artillerie, quittent la colonne principale et commencent à prendre position près de Hostomel. Certaines parties du convoi se déploient à Loubianka et dans les forêts voisines.
D'après le journal The Kyiv Independent, des tirs de missiles pendant la nuit ont provoqué l'incendie d'un dépôt pétrolier à Vassylkiv. Le village de Kryachky a lui aussi été touché par des incendies. Le bombardement du village de Kvitneve à 3 h 40 a mis le feu à un entrepôt de produits congelés,.
Le 12 mars, les bombardements russes prennent à nouveau pour cible la base aérienne de Vassylkiv : la maire de la ville, Natalia Balasynovich, rapporte que huit missiles ont été tirés, détruisant la base aérienne et mettant le feu à ses réservoirs de carburant. Le ministère britannique de la Défense estime que les forces russes se trouvent à 25 kilomètres du centre de Kiev,.
L'information concernant la destruction de l'aérodrome militaire de Vassylkiv est confirmée par le ministère russe de la Défense, Igor Konachenkov, qui ajoute que le principal centre de renseignement radio et électronique des forces ukrainiennes situé à Brovary a été neutralisé à l'aide de missiles de haute précision à longue portée.

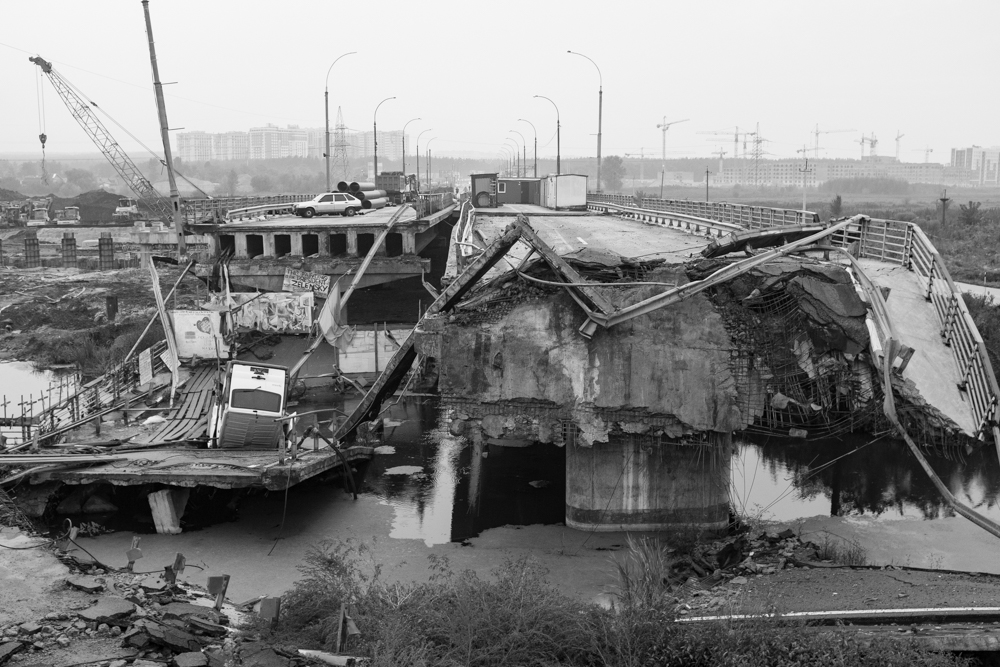
Le pont sur l'Irpine, détruit en 3 2022 par les forces ukrainiennes pour freiner l'avancée russe vers Kiev. Des base-vies de chantier établis sur le pont montrent que les réparations ont commencé. En arrière-plan, la ville d'Irpin dans la brume (9 2022).

Un journaliste américain, Brent Renaud, est tué à Irpin le 13 mars, lorsque les forces russes stationnées à un poste de contrôle font feu sur une voiture transportant des journalistes étrangers. Deux autres journalistes sont également blessés.
Les forces ukrainiennes empêchent une tentative des forces russes d'avancer au plus près de Kiev en faisant exploser un pont flottant de l'armée russe sur la rivière Irpine, près de Hostomel. Celui-ci était situé dans un champ ouvert à environ huit kilomètres au nord de l'ancien pont principal traversant l'Irpin, détruit par les Ukrainiens pour contrecarrer l'avancée ennemi. La rivière constitue un obstacle important pour les Russes.
C'est la deuxième fois depuis le début de l'invasion qu'un pont flottant est employé par l'armée russe. Au commencement de l'offensive de Kiev, un pont flottant provisoire avait été construit pour traverser la rivière Pripiat, dans la zone d'exclusion de Tchernobyl.
Le lendemain de la mort d'un journaliste américain, un journaliste de Fox News, Benjamin Hall, est blessé dans le village de Horenka alors qu'il couvre le conflit près de Kiev. Le caméraman Pierre Zakrzewski et Oleksandra Kuvshynova, productrice de nouvelles et fixatrice ukrainienne, sont tués dans la même attaque. Selon Anton Gerachtchenko, un conseiller du ministre ukrainien de l'Intérieur, l'attaque a été causée par des bombardements russes,.
Les forces russes capturent partiellement la ville de Boutcha et la moitié d'Irpin le 14 mars, l'aérodrome de Sviatochyne est bombardé, tuant deux personnes et en blessant sept autres.
La police nationale d'Ukraine annonce qu'un civil a été tué et deux autres blessés à Hostomel par des tirs ayant visé un bus en train d'évacuer des civils. À Boutcha, les troupes russes capturent des volontaires et des employés du conseil municipal ; ils sont relâchés le lendemain.

### Contre-offensives ukrainiennes
Le 16 mars, le gouvernement ukrainien déclare que ses forces ont lancé une contre-offensive pour repousser les forces russes s'approchant de Kiev. Des combats sont localisés à Boutcha, Hostomel et Irpin.
Le 20 mars, le centre commercial Retroville, dans le nord-ouest de Kiev, a été touché par une frappe d'une très forte puissance qui a pulvérisé des véhicules et laissé sur le parking un cratère béant de plusieurs mètres de large devant un immeuble de dix étages carbonisé et encore fumant.
Les troupes ukrainiennes déclarent le 22 mars avoir réussi à reprendre la ville de Makariv, à une soixantaine de kilomètres à l'ouest de Kiev. Cette victoire permettrait aux Ukrainiens de reprendre le contrôle d'une importante autoroute, empêchant ainsi les troupes russes d’avancer vers Kiev par le nord-ouest.
Alors que les troupes russes adoptent une posture défensive, se retranchant dans la périphérie ouest de Kiev depuis le 24 mars, les forces ukrainiennes tentent de petites contre-attaques autour de ce périmètre avant sa complète fixation pour repousser autant que possible l'ennemi, au-delà de 25 kilomètres du centre de Kiev, et se préserver de la majorité des frappes d’artillerie de l’adversaire. Les forces ukrainiennes ont également mené une contre-attaque à succès à l'est de Kiev au cours des dernières 24 heures, repoussant les Russes à l'est de Brovary.
En fin de journée du 28 mars, le maire de la ville d'Irpin affirme que celle-ci a totalement été reprise par les forces ukrainiennes. La reprise de cette ville aurait infligé beaucoup de pertes aux Ukrainiens mais aussi à l'armée russe. Les banlieues ouest de Bucha, Irpin, Hostomel et Makariv, ainsi que la route depuis et vers la ville de Jytomyr à l'ouest, et les zones au nord de Vyshhorod demeurent soumises aux bombardements russes.

### Échec de l'offensive et retraite des forces russes
Selon un responsable de la défense des États-Unis, les forces russes se sont retirées à la fin du mois de mars dans les zones au nord et au nord-ouest de Kiev, notamment l'aéroport d'Hostomel.
L'Ukraine confirme que les Russes quittent la centrale nucléaire de Tchernobyl dont ils avaient pris le contrôle le 24 février. Le 29 mars, le vice-ministre russe de la Défense Alexandre Fomine annonce officiellement le retrait des forces russes de la région de Kiev vers la Biélorussie.
Le 1er avril, l'Ukraine revendique la reprise de 13 villages de l'oblast de Kiev. Le maire de Brovary, Ihor Sapozhko, affirme que les forces russes ont « quasiment quitté » tout le district de Brovary. Ce jour-là, le journaliste ukrainien Max Levin est retrouvé mort près du village de Guta Mezhygirska après avoir disparu pendant plus de deux semaines. Selon le bureau du procureur ukrainien, le journaliste a été atteint par « deux tirs » de militaires russes. Les Ukrainiens reprennent le contrôle de la totalité de la région après le retrait des Russes de villes clés situées près de la capitale, annonce le 2 avril la vice-ministre ukrainienne de la Défense, Ganna Maliar. Elle déclare notamment que les localités « d’Irpin, Boutcha, Hostomel et toute la région de Kiev ont été libérées de l’envahisseur ». Des opérations de déminage suivent le retrait des troupes ennemies.
L’objectif de ce « retrait rapide » des troupes russes des régions de Kiev et de Tchernihiv, dans le nord de l’Ukraine, est un redéploiement de ces soldats vers l’est et le sud, estime le gouvernement ukrainien. Objectif clé aux yeux de l'État-major russe, l'échec de la prise de Kiev est considérée comme un revers militaire majeur dans leur campagne,.

## Conséquences

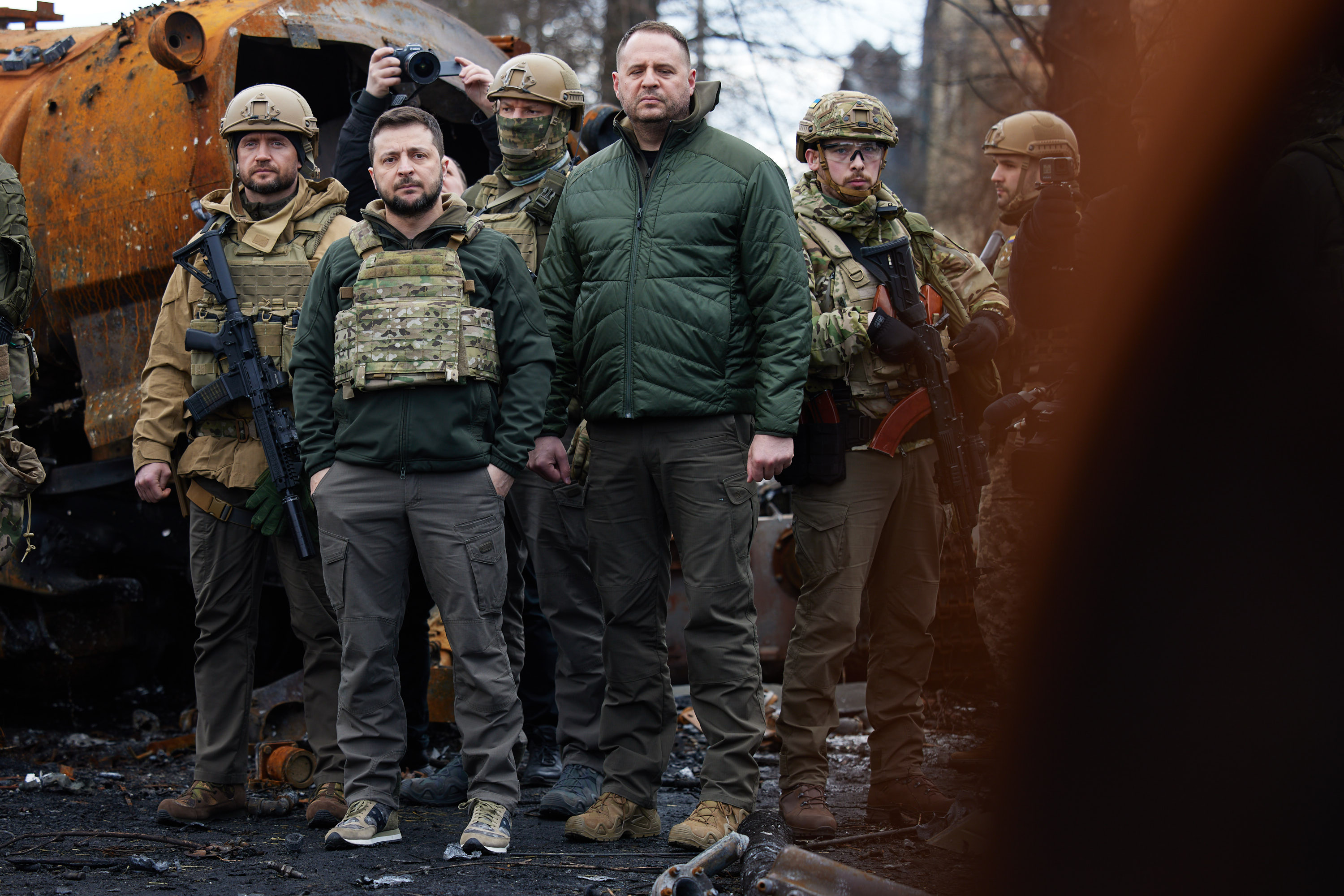
Le président Volodymyr Zelensky visitant Boutcha le 4 4 2022-.

Après la reprise totale de l'oblast de Kiev par les forces armées ukrainiennes, celles-ci commencent à nettoyer les poches de troupes russes isolées, laissées pour compte lors de la retraite principale russe vers le nord. Selon l'« Institut pour l'étude de la guerre » (ISW), ces groupes restants n'offrent pas de résistance organisée. L'institut affirme que certaines des unités russes s'étant retirées en Biélorussie et dans l'ouest de la Russie « resteront inefficaces au combat pendant une période prolongée ».
Le 3 avril, la procureure générale d'Ukraine Iryna Venediktova annonce que les corps de 410 civils ont été retrouvés dans les différentes villes reprises aux Russes au nord de Kiev, dont au moins 300 habitants de Boutcha sommairement exécutés par les forces armées russes.